# Triumph Bonneville T100
Die Triumph Bonneville T100 ist ein unverkleidetes Motorrad des englischen Motorradherstellers Triumph Motorcycles, das von 2002 bis 2016 als marketingstrategische Reminiszenz an das historische, zwischen 1959 und 1982 erhältliche Modell Bonneville produziert wurde. Die Bonneville 790, von der die T100 konstruktiv abstammt, wurde im September 2000 auf der Zweiradmesse Intermot in München präsentiert.
Die T100 wurde von 2002 bis 2006 im englischen Hinckley in der Grafschaft Leicestershire hergestellt, um anschließend in Chonburi in Thailand endmontiert zu werden.
Die bereits seit 1939 für unterschiedliche Modelle verwendete Verkaufsbezeichnung T100 bezieht sich auf die erreichbare Höchstgeschwindigkeit, die zum Verkaufsstart der ersten Serien-Bonneville 1959 bei etwa 100 Meilen pro Stunde (161 km/h) lag.

## Konzeption
Den Namen Bonneville [bɔnvɪl] als Modellbezeichnung führte Triumph bereits 1959 ein. Es ist eine Anspielung auf die regelmäßigen Weltrekordversuche, die auf dem ausgetrockneten Teil des gleichnamigen Salzsees in Utah unternommen werden. Bei Testfahrten mit einem Prototyp der Ur-Bonneville stellte der Testfahrer Johnny Allen mit 214,5 mph (ca. 345 km/h) einen neuen Geschwindigkeitsweltrekord für Motorräder auf.
Ebenso wie ihr unmittelbares Vorgängermodell, die Bonneville 790 von 2001, manieriert die Retro-„Bonnie“ die stilistischen Designelemente der historischen Vorlage und verbindet sie mit den umwelt- und sicherheitstechnischen Rahmenbedingungen von 2002. Die T100 ist die technische Basis einer Reihe weiterer Motorräder wie dem Retro-Café-Racer Thruxton und der Scrambler, die Triumph unter der Produktlinie Modern Classics vermarktet. Die Bonneville ist weltweit das meistverkaufte Motorrad von Triumph.
Obwohl Yamaha bereits 1969 mit der von Triumph-Rennfahrerlegende Percy Tait später überarbeiteten XS650 einen seither durchgängigen, beziehungsweise immer wieder aufflammenden, Retro-Marketingtrend im technischen und stilistischen Motorraddesign setzte, dem spätestens 1985 mit der Honda GB 500 Clubman auch andere, zunächst jedoch nur japanische, Motorradhersteller folgten, behauptete Peter Fahrenholz von der Süddeutschen Zeitung, Triumph habe „auf ein Segment gesetzt, lange, bevor es zum Trend wurde: Motorräder mit moderner Technik, aber im klassischen Design.“ Seit 2012/13 gäbe es einen klaren Trend zu Retro-Bikes: „Keine Oldtimer, […] sondern Motorräder auf dem neuesten Stand der Technik, die aber aussehen wie früher […] und zugleich etwas Wertiges und Solides ausstrahlen.“

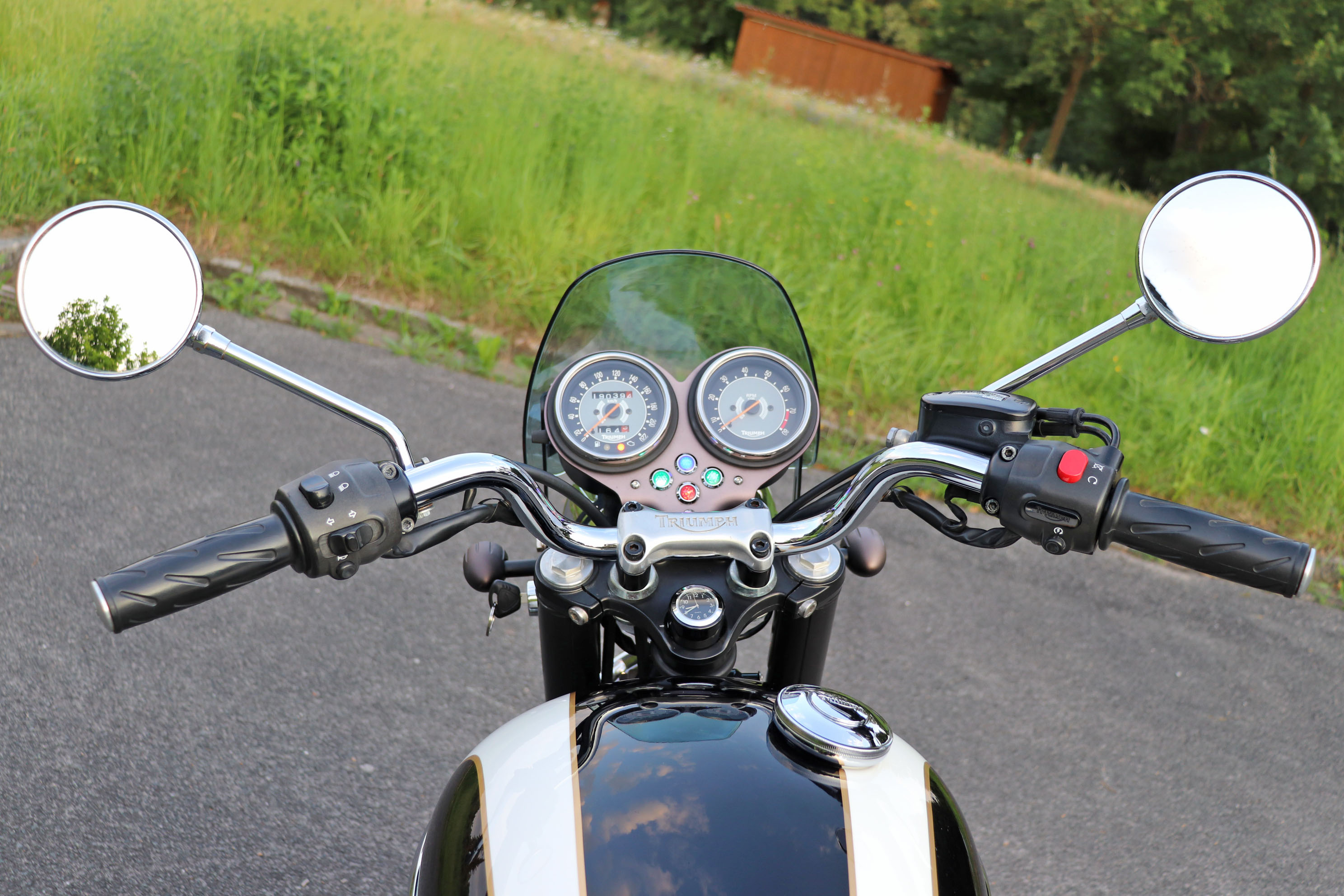
Instrumente und Bedienelemente (Mj. 2009)

## Konstruktion
Die Bonneville T100 wurde von John Mocket und David Stride entworfen und von 2002 bis 2005 mit einem Motor mit 790 cm³ Hubraum ausgerüstet. Ab 2005 wurde der bereits ein Jahr zuvor in der Triumph Thruxton 900 verwendete Motor mit 865 cm³ eingesetzt.

### Antrieb

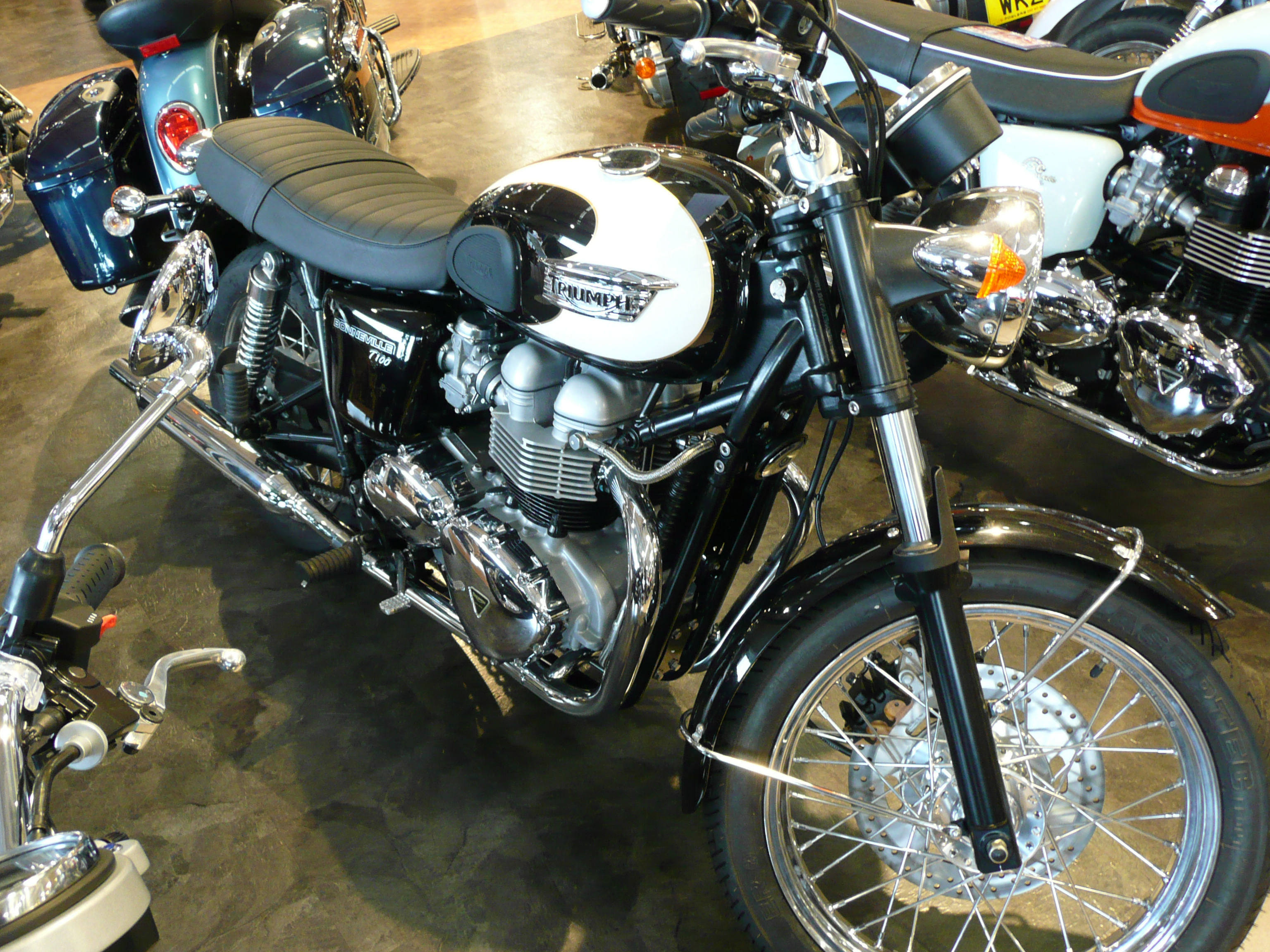
Triumph Bonneville T100 (Bj. 2008)

Angetrieben wird das Naked Bike von einem luftgekühlten Zweizylindermotor. Der quer eingebaute Reihenmotor hat einen Hubraum von 865 cm³ und erzeugt eine Nennleistung von 50,3 kW (68,4 PS) bei einer Drehzahl von 7400 min−1 und ein maximales Drehmoment von 70 Nm bei 5800 min−1. Die zwei Zylinder haben eine Bohrung von 90 mm Durchmesser, die Kolben einen Hub von 68 mm bei einem Verdichtungsverhältnis von 10,2:1.
Der Viertaktmotor hat je Zylinder zwei Ein- und zwei Auslassventile, die von zwei obenliegenden Nockenwellen betätigt werden. Der Gleichläufer hat einen Hubzapfenversatz von 360 Grad, die konstruktionsbedingten Vibrationen des Parallel-Twin werden durch zwei Ausgleichswellen reduziert. Das Kraftstoff-Luft-Gemisch erzeugte von 2002 bis 2007 ein Doppelvergaser mit Drosselklappensensor und elektrischer Vergaservorwärmung. Für den Kaltstart war eine Starterklappe vorhanden.
Triumph tauschte zum Modelljahr 2007 den Vergaser gegen eine elektronisch gesteuerte Saugrohreinspritzung aus. Die sequentielle Multipoint-Einspritzung war erforderlich, um die verschärften Grenzwerte der europäischen Abgasnorm Euro-3 einzuhalten. Neben den verbesserten Schadstoffwerten hat die Kraftstoffeinspritzung auch Vorteile beim Kaltstart gegenüber Vergasermotoren. Um den Retro-Stil der 1960er zu bewahren, wurde die Kraftstoffeinspritzung in einer Vergasergehäuseattrappe „versteckt“.
Das Motorrad beschleunigt in 5,5 Sekunden von 0 auf 100 km/h und erreicht eine Höchstgeschwindigkeit von 185 km/h.

### Rahmen und Fahrwerk
Der Schleifenrahmen besteht aus Stahlrohr. Das Vorderrad wird von einer Teleskopgabel von Kayaba mit 41 mm Standrohrdurchmesser und 120 mm Federweg geführt und von einer 310 mm großen Bremsscheibe mit Doppelkolbenzangen verzögert. Das Hinterrad wird von einer Doppelarmschwinge aus Stahlrohr mit zwei verstellbaren Feder-Dämpfer-Einheiten geführt, die maximal 106 mm einfedern. Das fahrfertige Gewicht beträgt 225 Kilogramm, die maximale Zuladung 200 kg.

### Kraftstoff-/Abgassystem
Der Kraftstofftank fasst 16 Liter und ermöglicht eine theoretische Reichweite von 285 km. Der durchschnittliche Kraftstoffverbrauch beträgt 6,1 Liter auf 100 km. Die 2-in-2-Auspuffanlage hat Auspuffkrümmer aus Edelstahl, einen geregelten Katalysator und zwei verchromte Schalldämpfer. Das eingetragene Standgeräusch beträgt 92 dB(A), das Fahrgeräusch 79 dB(A).

## Sondermodelle und -serien

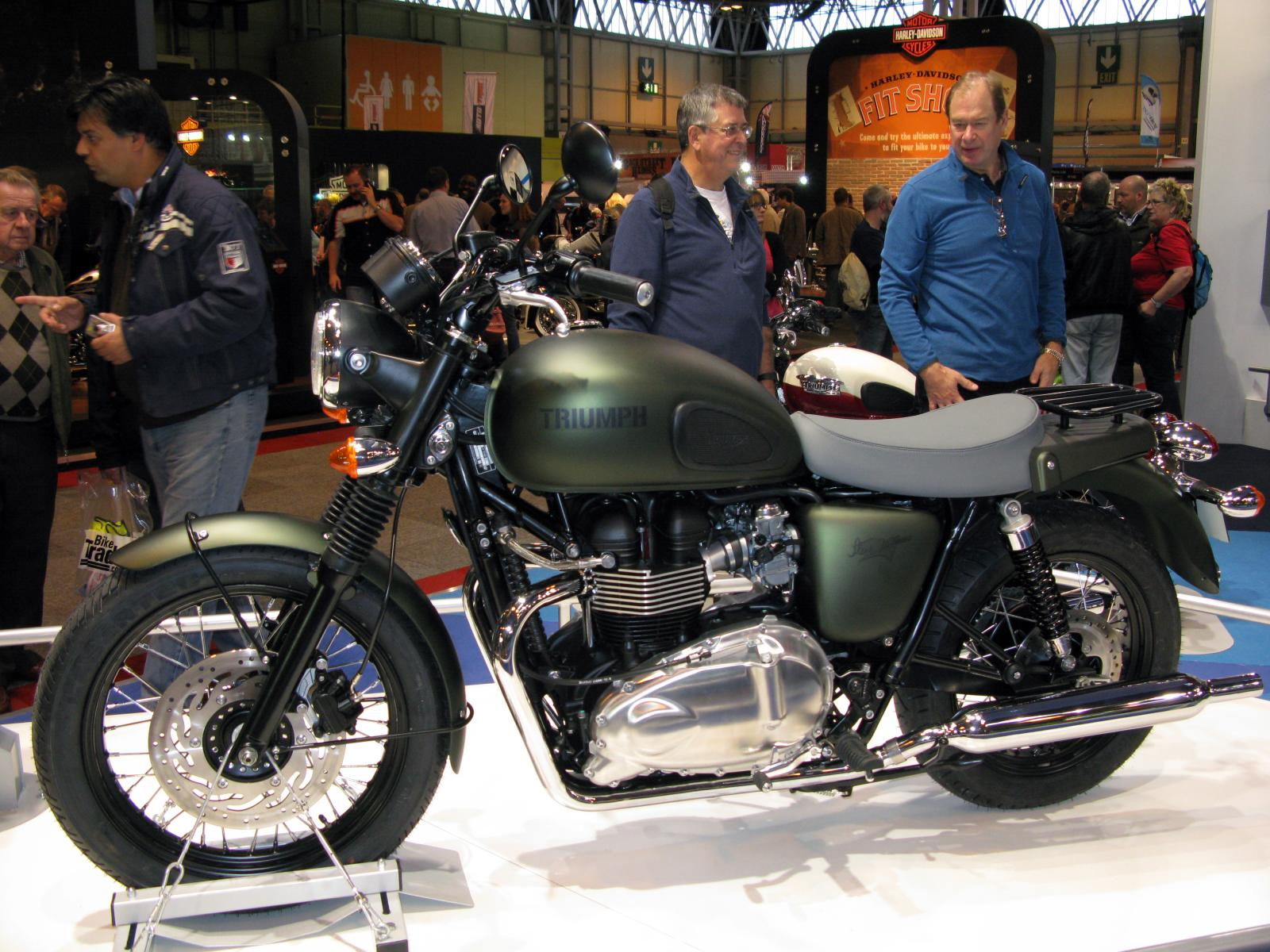
Triumph Bonneville Steve McQueen SE. Inspiriert von der Triumph Trophy TR6 aus dem Spielfilm Gesprengte Ketten

### Golden Jubilee Serie
Im Jahr 2002 wurde von Triumph zum 50-jährigen Jubiläum der Herrschaft von Königin Elizabeth II ein 'Golden Jubilee' Kit aus Tank, vorderem und hinterem Schutzblech, Seitenabdeckungen und einer optionalen Windschutzscheibe produziert. Die Edition zeichnet sich durch den markanten Union Jack auf dem silbernen Tank aus. 2.400 wurden hergestellt.

### T100 Centennial
im Jahr 2002 wurde zum 100-jährigen Bestehen der Firma Triumph eine limitierte Ausgabe T100 Centennial produziert. Ein Feuer zerstörte jedoch das Hauptwerk am 15. März 2002, so dass von den ursprünglich geplanten 500 Motorrädern weniger produziert wurden. Die Centennial Edition zeichnet sich durch die Farbgebung in „lucifer orange“ und silber aus.

### Paul Smith Serie
2006 entwarf der englische Modedesigner Paul Smith eine signierte Serie von neun T100, die individuell gestaltet als Ausstellungs- und Werbestücke in dessen Verkaufsgeschäften ausgestellt und angeboten wurden. Obwohl die Motorräder ausschließlich in den Läden von Paul Smith käuflich waren, produzierte Triumph von den zwei Designs „Multi-Union“ und „Live Fast“ eine limitierte Auflage von jeweils 50 Einheiten. Jedes Motorrad ist nummeriert und mit einem von Paul Smith und John Bloor unterschriebenen Zertifikat authentifiziert.

### Special Edition
Die Bonneville SE wurde im Juli 2008 auf der Händlerkonferenz von Triumph vorgestellt. Das Suffix SE steht für Special Edition. Die SE hat aufeinander abgestimmte Tachometer und Drehzahlmesser, speziell polierte Ventildeckel auf einem schwarz lackierten Motorblock, verchromte Triumph-Schriftzüge am Kraftstofftank, Gussräder, gebürstete Endschalldämpfer, verkürzte Schutzbleche und eine niedrigere und schmalere Sitzbank.
Die SE von 2009 nimmt Anleihen bei der T140D Special Edition aus dem Jahr 1979, dem ersten Motorrad von Triumph mit geschweißten Rädern und elektronischer Zündung.

### 50th Anniversary Special
2009 erschien das Sondermodell 50th Anniversary Bonneville, das auf der T100 basierte. Nur 650 Einheiten wurden produziert, die alle eine individuelle Seriennummer hatten und mit einer nummerierten Plakette an der Lenkerhalterung und einem von John Bloor unterzeichneten Zertifikat ausgeliefert wurden. Die Bezeichnung 50th Anniversary bezieht sich dabei auf die Ur-Bonneville. 

### 110th Anniversary Special
Im Jahr 2012 wurde eine limitierte Sonderedition zum 110 Bestehensjahr der Firma Triumph auf Basis der T100 unter dem Namen 110th Anniversary Edition verkauft. Von dieser limitierten Auflage wurden weltweit 1.000 Motorräder verkauft.

### T214

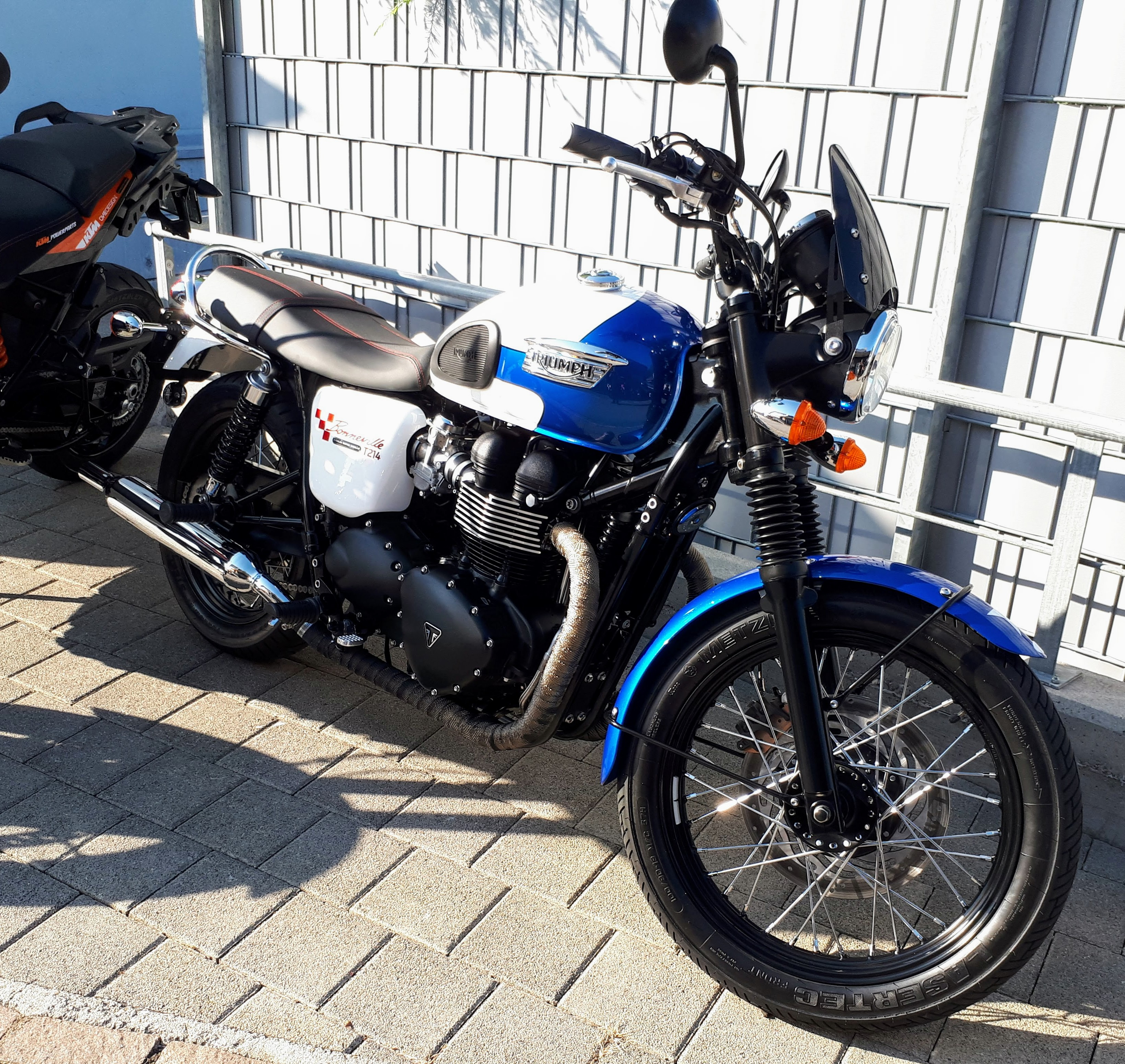
Triumph Bonneville T214

Die Sonderedition T 214 basiert auf der T100 Black und wurde 2014 auf der InterMot vorgestellt. Das Sondermodell in einer Auflage von weltweit 1000 Motorrädern feiert den Geschwindigkeitsrekord des Texaners Johnny Allen auf den Bonneville Salt Flats vom 6. September 1956, der 214,40 mph betrug.

### Newchurch
Ab März 2015 wurde zu Ehren der jährlich im Juni in Neukirchen am Großvenediger stattfindenden Tridays ein Sondermodell mit zwei verschiedenen Sonderlackierungen und geschwärzten Anbauteilen herausgebracht.

## Kritiken
„Gebaut, um genüsslich den Fahrtwind einer vergangenen Motorrad-Ära zu schnuppern und nicht in möglichst kürzester Zeit eine bestimmte Strecke bewältigen zu können, ist die T100 eine der besten Möglichkeiten, Oldie-feeling mit der Zuverlässigkeit und Wartungsarmut eines modernen Motorrades zu kombinieren.“

„Mit der Bonneville T100 liefert Triumph ein Retro-Bike vom Feinsten. Klassischer als mit diesem Roadster lässt sich im 21. Jahrhundert kaum Motorrad fahren.“

„Zündschloss an der Lampenseite im Lampenhalter integriert und separates Lenkradschloss sind sehr unpraktisch und billig gemacht, das haben wir schon besser gelöst gesehen. Klassische Anleihen sind ganz schön, aber ob sie immer praktisch sind, sei dahingestellt. Benzinhahn auf, Choke links am Vergaser betätigt, und auf den Elektrostarter gedrückt: läuft der Motor oder läuft er nicht? Große Enttäuschung macht sich breit. Die Bonneville ist sehr modern geraten und hält sich rein subjektiv sehr an die Geräuschvorschriften.“